# Ventura Highway
Ventura Highway is een single van de Amerikaanse band America. Het is afkomstig van hun album Homecoming uit 1972. Op 19 september dat jaar werd het nummer eerst in de VS en Canada op single uitgebracht en op 3 november volgden Europa, Australië, Nieuw-Zeeland en Japan.
Het nummer is geschreven door Dewie Bunnel, die dagdroomde tijdens zijn jeugd in Omaha (Nebraska). Hij droomde van een leven in het veel zonniger Californië alwaar zijn vader gelegerd was op Vandenberg Air Force Base. In de tekst komt de zinsnede "Alligator lizards in the air" voor, die betrekking heeft op een vorm van een wolk tijdens een ritje naar Lompoc (Californië). De dagdromende broertjes Bunnell zagen ook een verkeersbord richting Ventura.
Op de B-kant staat Saturn Nights (3:31).

## Achtergrond
De plaat werd slechts in een paar landen een hit.
De single kwam in thuisland de VS op 4 november 1972 binnen in de Billboard Hot 100 en steeg door naar de 8e positie, daarna zakte de plaat weer om na negen weken in totaal uit de hitlijst te verdwijnen. In Canada werd de 5e positie behaald, Nieuw-Zeeland de 12e, Australië de 28e en in het Verenigd Koninkrijk de 43e positie in de UK Singles Chart.
In Nederland werd de plaat destijds veel gedraaid op de zeezenders en de landelijke radiozenders en werd een radiohit. Desondanks bereikte de plaat de Nederlandse Top 40 op Radio Veronica niet, maar bleef drie weken steken in de Tipparade (plaatsen 24, 17 en 17). Ook in de publieke hitlijst; destijds de Daverende Dertig / Hilversum 3 Top 30 op Hilversum 3, werd géén notering behaald.
Ook in België behaalde de plaat géén notering in zowel beide Vlaamse hitlijsten en de Waalse hitlijst.

## NPO Radio 2 Top 2000
| Nummer met noteringen in de NPO Radio 2 Top 2000 | '03  | '04  | '05  | '06  | '07  | '08  | '09  | '10  | '11  | '12  | '13  | '14  | '15  | '16  | '17  | '18  | '19  | '20  | '21  | '22  | '23  | '24  |
| ------------------------------------------------ | ---- | ---- | ---- | ---- | ---- | ---- | ---- | ---- | ---- | ---- | ---- | ---- | ---- | ---- | ---- | ---- | ---- | ---- | ---- | ---- | ---- | ---- |
| Ventura Highway                                  | 1314 | 1712 | 1428 | 1680 | 1474 | 1625 | 1599 | 1418 | 1697 | 1940 | 1876 | 1970 | 1889 | 1952 | 1615 | 1851 | 1634 | 1764 | 1678 | 1685 | 1651 | 1414 |

1. ↑  Een vetgedrukt getal geeft de hoogste notering aan.
2. ↑  2003 was het eerste jaar met een notering voor dit nummer.